# Panthera crassidens
Panthera crassidens (лат.) — вид вымерших кошачьих, живших в конце плиоцена — раннем плейстоцене в Африке. Вид описан Робертом Брумом на основе трёх образцов. По описанию вид имеет характерные черты, промежуточные между леопардом и гепардом. В частности, верхняя челюсть имеет особенности, свойственные леопарду, а нижняя челюсть сходна с таковой у гепарда. Южноафриканский палеонтолог Алан Тёрнер предположил, что вид описан на основе материала как минимум двух особей, которые относились к разным видам, и поэтому вид Panthera crassidens никогда не существовал.